# Lipovac Hrastinski
Lipovac Hrastinski – wieś w Chorwacji, w żupanii osijecko-barańskiej, w gminie Vuka. W 2011 roku liczyła 82 mieszkańców.